# لوك يانكي
لوك يانكي هو كاتب ومخرج مسرحي أمريكي.   

## النشأة والتعليم
يانكي هو نجل الممثلة إيلين هيكارت. كان والده سمسار تأمين.  درس في جامعة كاليفورنيا، ريفرسايد، وفي مدرسة جوليارد للدراما في نيويورك. لديه ماجستير في الكتابة المسرحية وكتابة السيناريو. في عام 2010، عرضت مسرحيته The Jesus ،Hickey إثر إنتاجها من طرف شركة «كاتسيلاس ثياتر» (KatselasTheatre)، والتي لعب فيها الممثل هاري هامليندور البطولة. حصلت المسرحية نفسها على جائزة «ترو فويسيس» (TRU Voices) وجائزة «جوئيل وفيلليس أويرليتش» Joel and Phyllis Ehrlich. 

## المسيرة
عمل يانكي كمدير فني في Los Angeles Civic Light Opera . أخرج مساعدًا العديد من مسرحيات برودواي.  كان يكتب ويدير الحفل السنوي لجوائز صندوق الممثلين في لوس أنجلوس . تم نشر مسرحيته «قارب الحياة الأخير» (The Last Lifeboat) وعرضها في عدة مسارح. تم نشر مذكراته «خارج دائرة الضوء: النشأة مع إيلين هيكارت» في عام 2006. يعمل يانكي أيضا كأستاذ مساعد في جامعة تشابمان وجامعة ولاية كاليفورنيا، فوليرتون.

## أعماله

### مسرحيات
- مكان في فورست لون ، شارك في تأليفه جيمس بونتيمبو (Dramatists Play Service ، 2007)(ردمك 9780822222002)
- قارب النجاة الأخير (خدمة مسرحيين 2014)(ردمك 9780822230243)
- يسوع هيكي (تم النشر بشكل مستقل، 2017)(ردمك 9781521359792)
- الرجل الذي قتل العلاج (تم النشر بشكل مستقل، 2017)(ردمك 9781521356654)

### غير الخيالية
- فقط خارج دائرة الضوء: النشأة مع إيلين هيكارت (Back Stage Books ، 2006)(ردمك 9780823078882)
- فن الكتابة للمسرح: مقدمة لتحليل السيناريو والنقد والكتابة المسرحية (دار بلومزبري للنشر، 2022)(ردمك 9781350155602)